# Jakobus Wirth

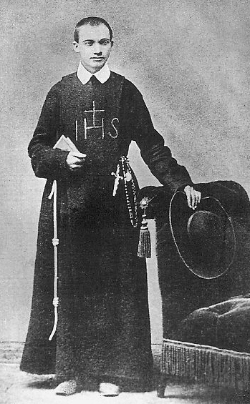
Br. Jakobus Wirth,
(1830–1871)

Jakobus Wirth (* 15. Oktober 1830 in Niederbreitbach im Wiedtal (heute Rheinland-Pfalz) als Peter Wirth; † 28. März 1871) war ein deutscher Franziskaner-Bruder.

## Kindheit und Ausbildung
Peter Wirth war das vierte Kind der Eheleute Theodor Wirth und Katharina Andries. Sein Vater war Schafhirte, seine Mutter betrieb eine kleine Schänke. Mit neun Jahren verlor Peter Wirth seinen Vater, mit zehn wurde er Vollwaise. Die verarmte Familie wurde getrennt. Peter fand bei seinem Patenonkel, Johann Peter Andries, der Dorflehrer in Niederbreitbach war, Aufnahme. Dieser zog ihn zum Assistenten in der Schule heran; aus finanziellen Gründen konnte Peter jedoch kein Lehrerseminar besuchen. Peter Wirth begann eine Schuhmacherlehre in der Werkstatt des Johann Schmitz, bei dem er auch wohnte (heute Jakobus-Wirth-Straße 19).

## Geistliches Leben und Ordensgründung
Der in sich gekehrte Peter schloss sich den Franziskaner-Tertiaren an, die sich in seiner Heimat sozial-religiös engagierten. Immer stärker fühlte er sich zum Ordensstand hingezogen. So gründete er im Sommer 1854 zusammen mit einem Freund eine „Wohngemeinschaft frommer Handwerker“, die mit ihrer Hände Arbeit Waisenknaben ernährte, erzog und ausbildete. Am 12. Juni 1862 konnte mit Hilfe des Pfarrers Jakob Gomm und Erlaubnis des Bischofs von Trier die Kongregation der Franziskanerbrüder vom Heiligen Kreuz (FFSC) gegründet werden. Mit der Einkleidung nahm er den Ordensnamen Jakobus an. Das erste Mutterhaus – St.-Josefs-Haus – wurde 1866 erbaut. Der wachsenden sozial-karitativen Gemeinschaft wurde ihr Gründer schon bald nach dessen Profess genommen. Bei der Pflege von Pockenkranken infizierte er sich selbst und starb am 28. März 1871. Sein Grab befindet sich in der Turmkapelle des St. Josefhauses in Hausen im Wiedtal.
Die Franziskanerbrüder betreiben bis heute sozial-karitative Einrichtungen für alte und kranke, behinderte und arme Menschen.

## Gedenken
In Niederbreitbach wurde die Jakobus-Wirth-Straße nach ihm benannt.